# サンタ・クルス・デ・ベサナ
サンタ・クルス・デ・ベサナ（Santa Cruz de Bezana）は、スペイン・カンタブリア州のムニシピオ。
カンタブリア州の北部に位置し、ビスケー湾を見渡す海岸ではコバチョス浜やサン・フアン・デ・ラ・カナル浜などが有名である。

## 地理

### 集落
サンタ・クルス・デ・ベサナには7つの集落がある。
- アソニョス
- マオニョ
- モンピア
- プレサネス
- サンシブリアン
- ベサナ
- ソト・デ・マリナ

## 出身者
- パブロ・トーレ : サッカー選手。

## 姉妹都市
- マルティニャ＝シュル＝ジャル（英語版）